# Attheyella hannae
Attheyella hannae är en kräftdjursart som först beskrevs av Andreas Kiefer 1926.  Attheyella hannae ingår i släktet Attheyella och familjen Canthocamptidae. Inga underarter finns listade i Catalogue of Life.